# 朱ソウ
朱 樉（しゅ そう、至正16年11月11日（1356年12月3日）- 洪武28年3月20日（1395年4月9日））は、明初の皇族。
明の太祖洪武帝の次男。母は正妻の馬皇后。皇太子の朱標の同母兄弟。

## 生涯
洪武帝の次男として生まれる。洪武3年（1370年）に秦王に封ぜられ、洪武11年（1378年）に西安へと赴任した。
洪武22年（1389年）、宗室を管理する大宗正院が宗人府と改められ、朱樉はこの長である宗人令とされた。洪武24年（1391年）、過失が多いとして首都の応天府へと呼び戻されたが、兄の朱標の取り成しにより罪を免れ、洪武25年（1392年）に西安へ帰還した。
洪武28年（1395年）には将軍の甯正らを率いて洮州へと遠征に出て、これを降した。洪武帝は喜んだが、同年3月に死去した。享年は40。愍の諡号が贈られた。長男の朱尚炳が後を継いだ。
朱樉の死因について『明史』には何も書かれないが、『太祖皇帝欽録』には朱樉が毒殺されたのではないかと述べる洪武帝の手簡が残る。

## 家族

### 妻
- 王氏 - 元の河南王ココ・テムル（王保保）の妹。朱樉の死後に殉葬され[3]、「愍烈」と諡される。
- 鄧氏 - 鄧愈の娘[3]。正妃王氏に嫉妬して自決した。

### 子
- 秦隠王 朱尚炳
- 永興懿簡王 朱尚烈
- 保安悼僖王 朱尚煜
- 興平恭靖王 朱尚烐
- 永寿懐簡王 朱尚灴
- 安定王 朱尚炌

### 史書
- 張廷玉他 (1739) (中国語). 明史
  -  (中国語) 列傳第四 諸王一. 巻116. (1739)
  -  (中国語) 表第一　諸王世表一. 巻100. (1739)
- 姚広孝他 (1418) (中国語). 太祖実録. 巻4
- 『賽因赤答忽公墓志銘』

### 近・現代
- Chan, Hok-lam (2007). “Ming Taizu's Problem with His Sons: Prince Qin's Criminality and Early-Ming Politics”. Asia Major (Academia Sinica) 20 (1):  45-103.